# République dominicaine aux Jeux olympiques d'été de 2012
La République dominicaine participe aux Jeux olympiques d'été de 2012 à Londres au Royaume-Uni du 27 juillet au 12 août 2012. Il s'agit de sa 13e participation à des Jeux d'été.

## Médaillés
| Sport      | Discipline             | Athlète(s)         | Performance        | Date               |
| Athlétisme | Médailles d'or : 1     | Médailles d'or : 1 | Médailles d'or : 1 | Médailles d'or : 1 |
| Athlétisme | 400 m haies hommes     | Félix Sánchez      | 47 s 63            | 6 août             |
| Athlétisme | Médailles d'argent : 1 |                    |                    |                    |
| Athlétisme | 400 m hommes           | Luguelín Santos    | 44 s 46            | 6 août             |

## Athlétisme
Les athlètes de la République dominicaine ont jusqu'ici atteint les minima de qualification dans les épreuves d'athlétisme suivantes (pour chaque épreuve, un pays peut engager trois athlètes à condition qu'ils aient réussi chacun les minima A de qualification, un seul athlète par nation est inscrit sur la liste de départ si seuls les minima B sont réussis), :
Hommes
Courses
| Athlète                                                                               | Épreuve          | Séries       | Séries | Quarts de finale | Quarts de finale | Demi-finales | Demi-finales | Finale       | Finale                             |
| Athlète                                                                               | Épreuve          | Résultat     | Rang   | Résultat         | Rang             | Résultat     | Rang         | Résultat     | Rang                               |
| ------------------------------------------------------------------------------------- | ---------------- | ------------ | ------ | ---------------- | ---------------- | ------------ | ------------ | ------------ | ---------------------------------- |
| Winder Cuevas                                                                         | 400 m haies      | 50 s 15 (SB) | 29e    | NC               | NC               | –            | –            | –            | –                                  |
| Carlos Jorge                                                                          | 200 m            | 21 s 02      | 42e    | NC               | NC               | –            | –            | –            | –                                  |
| Felix Sanchez                                                                         | 400 m haies      | 49 s 24      | 11e    | NC               | NC               | 47 s 76 (SB) | 1er          | 47 s 63 (SB) | Médaille d'or, Jeux olympiques     |
| Luguelin Santos                                                                       | 400 m            | 45 s 04      | 5e     | NC               | NC               | 44 s 78      | 4e           | 44 s 46      | Médaille d'argent, Jeux olympiques |
| Gustavo Cuesta Joel Mejia Arismendy Peguero Felix Sanchez Luguelin Santos Yon Soriano | Relais 4 × 400 m | DQ           | -      | NC               | NC               | NC           | NC           | -            | -                                  |

Femmes
Courses
| Athlète          | Épreuve     | Séries       | Séries | Quarts de finale | Quarts de finale | Demi-finales | Demi-finales | Finale   | Finale |
| Athlète          | Épreuve     | Résultat     | Rang   | Résultat         | Rang             | Résultat     | Rang         | Résultat | Rang   |
| ---------------- | ----------- | ------------ | ------ | ---------------- | ---------------- | ------------ | ------------ | -------- | ------ |
| Lavonne Idlette  | 100 m haies | 13 s 60      | 35e    | NC               | NC               | –            | –            | –        | –      |
| Marielis Sánchez | 200 m       | 23 s 20 (SB) | 26e    | NC               | NC               | –            | –            | –        | –      |
| Raysa Sánchez    | 400 m       | 52 s 47      | 27e    | NC               | NC               | –            | –            | –        | –      |

## Boxe
Hommes
| Athlète             | Compétition     | 1/16 de finale             | 1/8 de finale                     | Quarts de finale    | Demi-finales        | Finale              |
| Athlète             | Compétition     | Adversaire Résultat        | Adversaire Résultat               | Adversaire Résultat | Adversaire Résultat | Adversaire Résultat |
| ------------------- | --------------- | -------------------------- | --------------------------------- | ------------------- | ------------------- | ------------------- |
| Wellington Arias    | Légers (-60 kg) | Eduar Marriaga (COL) 17-8  | Vasyl Lomachenko 3-15             | –                   | –                   | –                   |
| Junior Castillo     | Moyens (-75 kg) | Anthony Ogogo (GBR) 6-13   | –                                 | –                   | –                   | –                   |
| William Encarnación | Coqs (-56 kg)   | Romeo Lemboumba (GAB) 15-6 | Mohamed Amine Ouadahi (ALG) 10-16 | –                   | –                   | –                   |

## Gymnastique

### Artistique
Femmes
| Athlète      | Compétition | Appareils  | Appareils   | Appareils | Appareils | Qualification | Qualification | Appareils | Appareils | Appareils | Appareils | Finale | Finale |
| Athlète      | Compétition | S          | SC          | BA        | P         | Total         | Rang          | S         | SC        | BA        | P         | Total  | Rang   |
| ------------ | ----------- | ---------- | ----------- | --------- | --------- | ------------- | ------------- | --------- | --------- | --------- | --------- | ------ | ------ |
| Yamilet Peña | Individuel  | 12,300 72e | 14,699 5e Q | -         | -         | 26,999        | -             | -         | -         | -         | -         | -      | -      |

Finales individuelles
| Athlète      | Compétition    | Appareil | Appareil | Appareil | Appareil | Total  | Rang |
| Athlète      | Compétition    | S        | SC       | BP       | BF       | Total  | Rang |
| ------------ | -------------- | -------- | -------- | -------- | -------- | ------ | ---- |
| Yamilet Peña | Saut de cheval | NC       | 14,516   | NC       | NC       | 14,516 | 6e   |

## Haltérophilie
Femmes
| Athlète            | Épreuve    | Arraché  | Arraché | Épaulé-jeté | Épaulé-jeté | Total  | Rang |
| Athlète            | Épreuve    | Résultat | Rang    | Résultat    | Rang        | Total  | Rang |
| ------------------ | ---------- | -------- | ------- | ----------- | ----------- | ------ | ---- |
| Yuderqui Contreras | - de 53 kg | -        | -       | -           | -           | DNF    | -    |
| Beatriz Pirón      | - de 48 kg | 77 kg    | 7e      | 90 kg       | 11e         | 167 kg | 9e   |

## Judo
| Athlète      | Compétition           | 1/16 de finale      | 1/8 de finale                | Quarts de finale    | Demi-finales        | Repêchage 1         | Repêchage 2         | Finale              | Finale |
| Athlète      | Compétition           | Adversaire Résultat | Adversaire Résultat          | Adversaire Résultat | Adversaire Résultat | Adversaire Résultat | Adversaire Résultat | Adversaire Résultat | Rang   |
| ------------ | --------------------- | ------------------- | ---------------------------- | ------------------- | ------------------- | ------------------- | ------------------- | ------------------- | ------ |
| María García | Moins de 52 kg femmes | exempte             | Marie Muller (LUX) 0002/1011 | -                   | -                   | -                   | -                   | -                   | -      |

## Natation
| Athlète         | Épreuve          | Séries        | Séries | Demi-finales | Demi-finales | Finale | Finale |
| Athlète         | Épreuve          | Temps         | Rang   | Temps        | Rang         | Temps  | Rang   |
| --------------- | ---------------- | ------------- | ------ | ------------ | ------------ | ------ | ------ |
| Nicholas Schwab | 200 m nage libre | 1 min 53 s 41 | 37e    | -            | -            | -      | -      |

| Athlète         | Épreuve        | Séries        | Séries | Demi-finales | Demi-finales | Finale | Finale |
| Athlète         | Épreuve        | Temps         | Rang   | Temps        | Rang         | Temps  | Rang   |
| --------------- | -------------- | ------------- | ------ | ------------ | ------------ | ------ | ------ |
| Dorian Mcmenemy | 100 m papillon | 1 min 05 s 78 | 41e    | -            | -            | -      | -      |

## Taekwondo
Gabriel Mercedes a assuré une place pour la République Dominicaine dans le tournoi des moins de 58 kg hommes en atteignant le top 3 au tournoi mondial de qualification 2011.
Hommes
| Athlète          | Compétition | Huitièmes de finale                       | Quarts de finale    | Demi-finales        | Repêchage 1         | Repêchage 2         | Finale              | Finale |
| Athlète          | Compétition | Adversaire Résultat                       | Adversaire Résultat | Adversaire Résultat | Adversaire Résultat | Adversaire Résultat | Adversaire Résultat | Rang   |
| ---------------- | ----------- | ----------------------------------------- | ------------------- | ------------------- | ------------------- | ------------------- | ------------------- | ------ |
| Gabriel Mercedes | -58 kg      | Tameem Mohammed Ahmed Al-Kubati (YEM) 3-8 | –                   | –                   | –                   | –                   | –                   | –      |

## Tennis de table
Hommes
| Athlète | Compétition | Tour préliminaire | 1er tour                                                               | 2e tour                                                      | 3e tour          | 4e tour          | Quarts de finale | Demi-finales     | Finale           | Finale |
| Athlète | Compétition | Adversaire Score  | Adversaire Score                                                       | Adversaire Score                                             | Adversaire Score | Adversaire Score | Adversaire Score | Adversaire Score | Adversaire Score | Rang   |
| ------- | ----------- | ----------------- | ---------------------------------------------------------------------- | ------------------------------------------------------------ | ---------------- | ---------------- | ---------------- | ---------------- | ---------------- | ------ |
| Lin Ju  | Simple      | exempt            | Bat Kim Song-Nam (PRK) 4-3 (11-9, 5-11, 11-8, 6-11, 3-11, 13-11, 11-9) | Battu par Marcos Freitas (POR) 0-4 (6-11, 5-11, 10-11, 3-11) | -                | -                | -                | -                | -                | -      |

## Tir
La République dominicaine a qualifié un tireur dans l'épreuve du trap hommes.
| Athlète       | Compétition                    | Qualification | Qualification | Finale | Finale |
| Athlète       | Compétition                    | Points        | Rang          | Points | Rang   |
| ------------- | ------------------------------ | ------------- | ------------- | ------ | ------ |
| Sergio Piñero | Trap hommes Double trap hommes | - DNS         | - 24          | - -    | - -    |

## Volley-ball

### Tournoi féminin

#### Classement
Les quatre premières équipes de la poule sont qualifiées.
- Qualifiés pour les quarts de finale
- Éliminés

| # | Équipe                 | Pts | J | G | Gt | Pt | P | Sp | Sc | Ratio | Pp  | Pc  | Ratio |
| 1 | Russie                 | 14  | 5 | 4 | 1  | 0  | 0 | 15 | 4  | 3.75  | 459 | 352 | 1.304 |
| 2 | Italie                 | 13  | 5 | 4 | 0  | 1  | 0 | 14 | 5  | 2.8   | 444 | 368 | 1.207 |
| 3 | Japon                  | 9   | 5 | 3 | 0  | 0  | 2 | 11 | 6  | 1.833 | 401 | 335 | 1.197 |
| 4 | République dominicaine | 6   | 5 | 2 | 0  | 0  | 3 | 8  | 9  | 0.889 | 374 | 362 | 1.033 |
| 5 | Grande-Bretagne        | 2   | 5 | 0 | 1  | 0  | 4 | 3  | 14 | 0.214 | 295 | 398 | 0.741 |
| 6 | Algérie                | 1   | 5 | 0 | 0  | 1  | 4 | 2  | 15 | 0.133 | 252 | 410 | 0.615 |